# Patrick Doyle
Patrick Doyle (n. 6 aprilie 1953, South Lanarkshire, Scoția, Regatul Unit) este un muzician și compozitor de muzică de film scoțian. Un lung colaborator al regizorului Kenneth Branagh, Doyle este cunoscut pentru coloanele sale sonore pentru filme apreciate de critică, cum ar fi Henry V (1989), Sense and Sensibility (1995), Hamlet (1996) și Gosford Park (2001), precum și pentru filme cu succes de casă precum Harry Potter and the Goblet of Fire (2005), Eragon (2006), Thor (2011) și Rise of the Planet of the Apes (2011). Doyle a fost de două ori nominalizat la Premiile Oscar și de două ori la Globurile de Aur.

## Viața și cariera
Patrick Doyle s-a născut pe 6 aprilie 1953 în South Lanarkshire, Scoția. A studiat pianul și canto la Royal Scottish Academy of Music and Drama și a absolvit în 1974. Apoi s-a alăturat companiei de teatru Renaissance în 1987 în calitate de compozitor și director muzical, compunând muzica pentru piese de teatru cum ar fi Hamlet, As You Like It și Look Back in Anger. Debutul în film al lui Doyle a avut loc în 1989 când actorul/regizorul Kenneth Branagh i-a cerut lui Doyle să compună muzica pentru filmul Henry V. Melodia "Non Nobis, Domine" a primit în 1989 premiul Ivor Novello pentru Cea mai bună temă de film. De atunci a compus muzica pentru nouă filme ale lui Branagh, inclusiv Dead Again (1991), Much Ado for Nothing (1993), Mary Shelley's Frankenstein (1994), Hamlet (1995), Love's Labour's Lost (2000), As You Like It (2006), Sleuth (2007) și Thor (2011).
În noiembrie 1997, în timp ce compunea muzica pentru Great Expectations, Doyle a fost diagnosticat cu leucemie. A reușit să termine muzica atât pentru Great Expectations cât și pentru filmul animat The Quest for Camelot în timpul tratamentului. S-a recuperat complet în 1998.
De asemenea, a apărut și în anumite filme, cum ar fi Jimmie în Chariots of Fire, Court în Henry V, primul polițist și al doilea invitat la petrecere în Dead Again, Balthazar în Much Ado for Nothing și ca dirijorul orchestrei de bal din Mary Shelley's Frankenstein.
Cel mai recent a terminat muzica pentru Thor și Rise of the Planet of the Apes, precum și pentru documentarul Jig. În prezent lucrează pentru muzica filmului realizat de studioul Pixar, Brave (2012), regizat de Mark Andrews.

## Nominalizări și premii

### Premiile Oscar
- 1995 - Sense and Sensibility
- 1996 - Hamlet

### Globurile de Aur
- 1991 - Dead Again
- 1995 - Sense and Sensibility

### Premiile BAFTA
- 1996 - Sense and Sensibility

### Satellite Awards
- 1997 - Hamlet

## Filmografie
- 2012 - Brave
- 2011
  - Thor
  - Jig
  - La Ligne droite
  - Rise of the Planet of the Apes
- 2010 - Main Street
- 2008
  - Nim's Island
  - Igor
- 2007
  - Sleuth
  - Have Mercy on Us All
- 2006
  - As You Like It
  - Eragon
  - The Last Legion
- 2005
  - Harry Potter and the Goblet of Fire
  - Nanny McPhee
  - Jekyll and Hyde
  - Man to Man
  - Wah-Wah
- 2004 - Nouvelle France
- 2003
  - Calendar Girls
  - Secondhand Lions
  - The Galindez File
- 2002 - Killing Me Softly
- 2001
  - Bridget Jones' Diary
  - Gosford Park
- 2000
  - Blow Dry
  - Love's Labour's Lost
- 1999 - East-West
- 1998
  - Great Expectations
  - Quest for Camelot
- 1997 - Donnie Brasco
- 1996
  - Hamlet
  - Mrs. Winterbourne
- 1995
  - A Little Princess
  - Sense and Sensibility
- 1994
  - Mary Shelley's Frankenstein
  - Exit to Eden
- 1993
  - Carlito's Way
  - Much Ado for Nothing
  - Needful Things
- 1992
  - Indochine
  - Into the West
- 1991 - Dead Again
- 1990 - Shipwrecked
- 1989 - Henry V

1. ↑  Cinderella Press Kit (PDF)